# Mason Wyler
Mason Wyler (Dallas (Texas), 28 januari 1984) is een Amerikaanse pornoacteur in voornamelijk homoseksuele films.

## Biografie
Mason woont tegenwoordig in de voorsteden van Houston, Texas. In 2008 is hij verkracht en in elkaar geslagen door een marinier die zich een fan noemde. In 2010 is bij hem hiv geconstateerd. Op 29 juni 2011 kondigde Wyler op zijn blog aan dat hij niet meer in pornofilms te zien zal zijn. Ook kwam zijn liefde voor onbeschermde seks sterk naar voren, hoewel hij hierdoor het virus heeft opgelopen.

## Prijzen en nominaties
- 2007 - Nominatie voor een GayVN Award, beste seksscène met een groep, voor zijn rol in Closed Set: Titan Stage One.
- 2007 - Nominatie voor een Grabby Award voor beste rol als bottom en beste seksscène met een groep.
- 2008 - Nominatie voor een Grabby Award voor beste seksscène met een groep voor zijn rol in Dare.
- 2008 - Nominatie voor een Golden Dickie Award voor beste bottom.
- 2008 - Winnaar van een European Gay Porn Award voor beste seksscène met een groep voor zijn rol in Builder Boy.

## Filmografie
- 2006 - Riding Hard
- 2006 - Spokes 3
- 2006 - Down the Drain
- 2006 - Closed Set: Titan Stage One
- 2007 - Just Add Water
- 2007 - Endless Crush
- 2007 - Brent Corrigan's Summit
- 2008 - Splish Splash
- 2008 - Trunks 5
- 2008 - Dare